# Cançons de treball
Les cançons de treball o també anomenades "tonades de feina" eren aquelles que duien a terme els treballadors durant la seva jornada de treball. Generalment aquestes cançons eren interpretades per persones que realitzaven feines dures i/o repetitives com per exemple: mariners, pagesos o cosidores. La temàtica d'aquestes cançons era diversa, ja que ens podem trobar desde un bolero de Machín, un cuplet d'inicis de segle, o bé una tornada de Sarsuela del s. XIX. Com a norma general els moviments dels treballadors/es anaven coordinats amb la música i és molt probable que la finalitat de cantar fos la d'alleugerir les repetitives feines generalment agrícoles. Avui dia, encara podem trobar les reminiscències del que foren les tonades de feina, exemple d'això seria el grup de d'obrers cantant durant la seva jornada laboral.

## Cançons de treball
Mitjançant la recerca musicològica arreu del territori català, valencià i balear, s'ha pogut determinar que, des d'un passat no gaire llunyà (aproximadament s.XIX) fins a l'actualitat, hi havia la possibilitat de cantar a totes les feines. Prova d'això, són alguns casos constatats a indrets del País Valencià, on es cantava als magatzems de fruita, o bé el cas de Sobremunt (Osona) en un taller d'abocament de peces d'aparells de televisió.
Resulta difícil determinar l'origen d'aquests cants, ja que fins a l'actualitat resulten insuficientment fonamentades les diverses teories sobre la qüestió. Una d'aquestes hipòtesi apunta que aquests proveguin de les diferentes ètnies que passaren per l'illa, desde els esclaus musulmans que quedaren a conrear les terres al segle xiii després de la Reconquesta de Jaume I, fins als captius àrabs, agafats pels corsaris, els quals serviren a Mallorca fins una època relativament moderna (ben entrat el s.XVIII). Per tenir clar l'origen d'aquestes cançons, Baltasar Samper al llibre Estudis sobre la canço popular, proposa estudiar les regións del Nord d'Àfrica, ja que resulten interessants les afirmacións d'alguns emigrants mallorquíns cap a la ciutat d'Algèria; els mallorquíns afirmaven amb sorpresa que alguns pagesos indígenes de la regió algerina, cantaven igual que els pagesos de Mallorca.
L'ús de la cançó de treball, en el context en el que es trobava, feia possible la utilització del català, tot i que també en trobem en castellà xapurrejat que molta gent començava a conèixer, i fins i tot es troben mots en francès, occità i italià.
En referència a les cançons de treball, en podem trobar de dos tipus: les cançons de treball i les cançons estròfiques.
Les cançons de feina, també anomenades cançons de treball, de treballada, de feines del camp, o també corrandes, follies o folies, i encara tonades de batre, de llaurar, segons les feines, es caracteritzaven per ser cançons de solista breus i melismàtiques cantades generalment per un home, que era l'encarregat de realitzar les feines més dures, amb una veu plena, aguda, potent i amb un timbre punxant. Podem destacar que, a més de les cançons de treball relacionades amb el conreu, també les trobam de manera similar en altres feines com per exemple: recollir olives, figues o ametlles, o a l'hora d'exescallar. Aquest tipus de cançons foren molt habituals al País Valencià, a les Illes Balears, i bona part de Catalunya occidental; a la Catalunya oriental no hi tenim cap mostra directe, tot i que es té constància de l'existència d'un repertori amb característiques melismàtiques i tímbriques relativament semblants.
Les cançons de treball no són un fenomen exclusiu del territoris balears, valencians i catalans, ja que aquesta tipologia esta estesa per tota la península ibèrica, tot i que és molt més present a la costa Mediterrànea, Sícilia i Sardenya, bona part d'Itàlia, la costa Nord-africana i arreu de tot el Mediterrani oriental.

### Estructura
Pel que fa a la seva estructura més comuna, consta de quatre, cinc o sis periodes musicals que coincideixen cada un amb un vers del text. Aquest vers està format per una quarteta heptasil·làbica amb rima abba, o rima als versos parells, amb la possibilitat d'una adhesió de síl·labes exclamatives com per exemple I, A o A-i! . Quan aquesta cançó es du a terme en un grup i no de manera individual, trobam una alternáncia entre un vers del solista, i un del grup, que quan aquest el repeteix, mai ho farà de manera exacta.

### Melodia
En referència a la melodia, aquestes acostumen a aparèixer d'una manera modal, dins un àmbit de quinta i sexta, arribant en ocasions a la novena, pero acabant sempre en el grau bàsic de la tonalitat. La manera més habitual d'articular aquestes cançons, és en uns graus d'entonació estable i movible; en general el primer i quart grau seràn inamovibles, mentres que el tercer es podrà cromatitzar, acostant-se al segon o al quart, i en algunes ocasions també ho farà el segon.

### Tempo
El tempo es caracteritza per tenir un caràcter calmat i lent, i per constar d'una gran flexibilitat expressiva remarcada amb major o menor mesura en funció del cantador. Cada vers comença amb una part clarament sil·làbica tot i que elabora el llargs melismes en la segona. Cal remarcar que en la primera part podem trobar també petits ornaments que poden fer fluctuar de manera notòria el tempo. En funció de la feina elaborada i de la zona geogràfica, el melismes o ondulacions tonals, el podem trobar sobre la quarta, la cinquena, sisena, o setena síl·laba, i aquests acostumen a aparèixer de manera descendent i allargant-se sobre el grau final.

### Expressivitat
En referència a l'interés expressiu dels cantadors, és valorava notòriament la capacitat de matisos, volums i timbres que un fos capaç de realitzar, ja que com és sabut, a l'illa de Mallorca, “un bon canatire ha de galetjar molt la veu” és a dir, fer molts de melismes. Són les tonades de llaurar les més elaborades, riques i expressives, a més de comptar amb una característica peculiar, la d'incloure exclamacións verbals dirigides a les bèsties, per tal que aquestes realitzassen algunes ordres concretes.

### Temàtica
Pel que fa a la temàtica, abarcava temes molt diversos però sempre d'estricta actualitat, creant així un interés social: el retoricisme d'actituds, de comportaments socials, i d'informacions i fets.

## Cançons estròfiques i balades
Les cançons estròfiques relativament llargues, o també anomenades les cançons narratives, exposen una sèrie de fets amb una certa coherència i ordre en els esdeveniments i són molt habituals dins les tradicións orals europees. Tingueren una gran importància dins la llengua catalana, ja que en trobam una gran quantitat d'exemples. Les situacions on trobàvem aquest tipus de cançons eren realment diverses, i per tant, es pot apreciar com en aquesta ocasió era la cançó musical la que s'adaptava a la situació. Algunes de les situacións on era més habitual que esdevinguessin las cançons narratives eren: en grups petits de treball (segadors i altres feines del camp, espellofades, paraires o cosidores), també les trobam a treballs més individuals com podrien ser: els teixidors o la feines de casa, o a l'hort, i també en ocasions especials i festives, com podien ser: a una taverna, o a unes matances. Aquestes cançons podien cantarse amb l'alternança d'un solista i de la resposta per part dels altres en la tornada. Per tant, consideram les cançons estròfiques com a cançons de treball, per què en ocasions es duien a terme en aquelles circumstàncies, però eren clarament diferents a les tonades de feina de les quals parlàvem anteriorment.
Cal remarcar que el terme balada, és l'adopció del terme anglès, ja que en català no existia en les denominacións populars cap altre terme que no dos el de cançó. La paraula romanço deriva del castellà i designava unes composicións narratives d'actualitat més efímera, generalment en castellà i difos per mitjà de fulls escrits, per tant resulta excepcional trobar romanços que haguin passat a la difusió oral.
En referència a l'estructuració del text, podem distingir tres grans grups: les balades, les cançons estròfiques i les codolades, essent aquest últim el menys nombrós i reduït tan sols a l'illa de Mallorca.
Per tal d'explicar i remarcar les diferències entre les cançons estròfiques i balades, podem parar esment a la següent taula.
| Balada | Cançó estròfica |
| --- | --- |
| 1. Estructura estròfica amb versos movibles i la possibilitat de ser cantada repetitivament. Cada estrofa es construeix en el moment de cantar.                        | 1. Estructura estròfica fixada. Les estrofes es canten com unitats tancades i estables. |
| 2. Nombre limitat i ordenat de fets argumentals. | 2. Nombre extens i variable d'estrofes, relativament independents i amb un ordre no sempre igual. Poden ser més llargues que les balades, i se’ls poden afegir elements argumentals.                                                            |
| 3. Diversos models mètrics: 7+7, 6+6, 5+5, i altres (7+5, 7+6, 7+4, 6+5).                                                                                              | 3. Majoritàriament estructurades en quartetes heptasil·làbiques, però també amb versos de sis i de cinc síl·labes. |
| 4. Retòrica fonamentada en una alta repetició de fórmules. | 4. Construcció menys formulística. |
| 5. Desenvolupament narratiu ràpid, amb fets exposats per un ordre estricte.                                                                                            | 5. Desenvolupament narratiu més distès, que s'entreté en consideracions, detalls i valoracions. |
| 6. Narració centrada sempre sobre un fet únic, encara que a l'inici ens posin al corrent d'alguns antecedents.                                                         | 6. Narració que pot presentar diversos ambients. |
| 7. Notable presència de diàlegs i retòrica dramàtica. | 7. Retòrica narrativa i descriptiva amb pocs diàlegs. |
| 8. Absència de caracterització psicològica dels personatges. L'acció transmet la psicologia dels personatges, però no se’n fan comentaris o adjectivacions explícites. | 8. Hi són habituals les adjectivacions explícites sobre el caràcter i la psicologia dels personatges. |
| 9. Els ambients, les dades de temps i els noms dels llocs i dels protagonistes tenen un valor simbòlic o secundari. Mai prenen valor de referència real.               | 9. Hi apareix una voluntat clara d'arrelament a un lloc, temps i ambient, amb noms propis, noms de llocs, dates històriques i descripcions detallistes amb referències comprovables. Els dictadors de cançons a vegades s'esmenten en la cançó. |
| 10. No es fan comentaris morals dels fets. L'ensenyament moral es pot deduir, però pràcticament mai no s'explicita.                                                    | 10. Hi apareixen freqüents comentaris morals i directrius explícites de comportament, fins al punt de començar encomanant-se als sants i a les divinitats.                                                                                      |

## Baltasar Samper
Baltasar Samper, al seu llibre Estudis sobre la cançó popular, parla sobre les cançons de treballs agrícoles a Mallorca. Després d'iniciar el projecte de l'Obra “Cançoner popular de Catalunya” l'any 1922, amb la finalitat de recollir material folklòric, musical i literari d'aquest indret, arriba a l'illa de Mallorca amb l'encàrreg de recorrer les illes Balears fent recerca de materials muiscals floklòrics. Una vegada començada la recerca, destrià dos tipus de cançons. En primer lloc les que es canten de manera comú en totes les ocasions, com ocorre de la mateixa manera als països catalans, i tracten sobre sobre temes religiosos, amorosos, etc. I en segon lloc, aquelles que eren exculsivament pròpies dels treballs de camp, i és sobre aquestes darreres sobre les que tractarem a continuació.
En primer lloc, es pot apreciar com els pagesos mallorquíns, no podien conceber el treball del camp sense cantar. D'aquesta manera, a l'illa de Mallorca es poden diferenciar diferentes tonades de feina, d'entre les quals podem destacar: tonades de llaurar, esterrossar, cavar, eixarmar, eixacolar, segar, batre, ventar, picar, de collir figues, de collir olives, de la tafona, del trepitjar, de trascolar, de l'etsecaiar, del tondre, del fer formiguers, del trencar, picar i espadar el cànem, etc. Era tan forta la relació entre treball i música, que Samper es va veure amb dificultats en diverses ocasions, quan intentava gravar algunes tonades de feina i els pagesos eren incapaços de cantar la cançó sense realitzar l'acció pròpia de la feina esmentada; com s'explica molt clarament en el llibre, els pagesos que sabien segar, havien de realitzar l'acció mentres cantaven, en cas contrari corrien el perill de no enrecordar-se’n de la lletra. Per entendre la relació entre treball i música, cal tenir en compte que aquesta s'utilitzava per alleugerir les dures feines de camp, i a més tenien la funció social de mostrar la jerarquització que es trobava entre els diferents individus que compartien lloc i feina. Generalment els pagesos amb més experiència eran qui començaven les tonades i, valgui la redundància, eren qui portaven la veu cantant, mentre que els més novells limitaven la seva participació a les tornades i determinats versos de la cançó. La part vocal en la música arribà a ser tan important, que els propietaris de possessíóns i terrenys, tenien en compte la qualitat interpretativa del pagès, ja que es creia que si la persona en qüestió era bon cantaire, era també un bon treballador. Considerant aquest fet, no és d'estranyar que en les ocasións on es podien juntar fins a 7 cantaires i 28 bèsties en una mateixa era, com passava a Santanyí, esdevinguessin autèntiques competicións entre canataires. L'illa de Mallorca es veié fortament marcada per la seva demografia montanyosa, fet que impossibilitava l'ús de maquinària moderna i, per tant, obligava als pagesos a utilitzar maneres de treballar més rudimentàries, fent així possible, la conservació de les tonades de feina en les respetives ocasións.

### Exemples
A continuació hi trobareu alguns exemples extrets del llibre Estudis sobre la cançó popular:

#### Batre
“Haureu observat la profusa ornamentació de què es revesteixen aquests cants. Els cantaires atribueixen importància a tots aquests ornaments, l'execució dels quals designem amb l'expressió: galetjar la veu. Un bon cantaire ha de galetjar molt la veu.
“ La tesitura en què es canten sol ésser sempre agudíssima

#### Llaurar
“la tasca de segar els cereals ofereix, com gairebé totes, una sèrie de particularitats molt interessants, hi ha un minuciós ritual que preveu des de la indumentària dels treballadors fins als més petits detalls de la tasca i del mètode de vida durant la temporada que aquella dura.
A les grans propietats era llogat un estol nombrós de segadors, els quals executavenla feina segons un ordre rigorós. Arrenglerats, havien d'avançar, simultàniament, sense descompondre la línia recta que formaven, aquest moviment el regula, en part, el cant, que és dialogat. L'inicia, des d'un extrem de la línia, el cap de colla, anomenat s'escarder major, el qual canta un vers de la cançó, que és repetit immediatament per tots els segadors, a cor.”

#### Etsecaiar
“La tonada de l'etsecaiar. Enfilat a l'arbre, el treballador l'esporga, tallant amb una tisora o amb un especial xerrac les branques seques o inútils. Les llestres que s'apliquen a aquesta tornada fan al·lusió sovint al perill constant en què està el treballador, de caure a terra a causa d'algún moviment en fals o de la ruptura d'una branca. Aixísembla advertir-se ell mateix i evitar una distracció perillosa.”

## Estètica musical
L'esdeveniment musical que sorgeix a partir de les tonades de feina, a més de ser un tret curiós, resulta també en una consciència d'unitat. Podem destacar 3 nocions estètiques interpretatives que reunien els treballadors/cantadors : 
-“Cantar bé”: es tracta d'una percepció de conjunt, on el cantador demostrava la seva habilitat, potència i destresa en el cant així com en la seva feina. Es considerava un bon treballador aquell qui també cantava molt bé, per tant, es considerava el nivell de control vocal directament proporcional a la destresa en el treball.
-“Galejar la veu”: es diu a galejar la veu a una manera d'utilitzar aquesta mitjançant recreacions melòdiques a una tonada. Està relacionada amb els moviments melòdics que en pràcticament totes les ocasions eren en forma de melisma.
-“Tenir una bona miula”: és una característica vocal relacionada amb els aspectes tímbrics, d'altura i intensitat, i pot referir-se tant a la veu xerrada com al cant. Està lligat a les nocions de volum i potència, veu aguda i timbre clar i s'aplica tant a homes com dones. Com a norma general, es considera a un home amb “bona miula” a aquells que tenen la veu aguda, potent i clara, més semblant a la de les dones. Com diu Jaume Ayats a la revista Nassare, en algunes gravacions duites a terme per Baltasar Samper no es destria si la persona que canta és un home o una dona.